# 普萊森特維尤 (科羅拉多州)
普萊森特維尤（英語：Pleasant View）是位於美國科羅拉多州蒙提祖馬縣的一個非建制地區。該地的面積和人口皆未知。

## 地理
普萊森特維尤的座標為37°35′18″N 108°45′57″W / 37.58833°N 108.76583°W，而該地的平均海拔高度為2107米（即6913英尺）。